# Bisabol

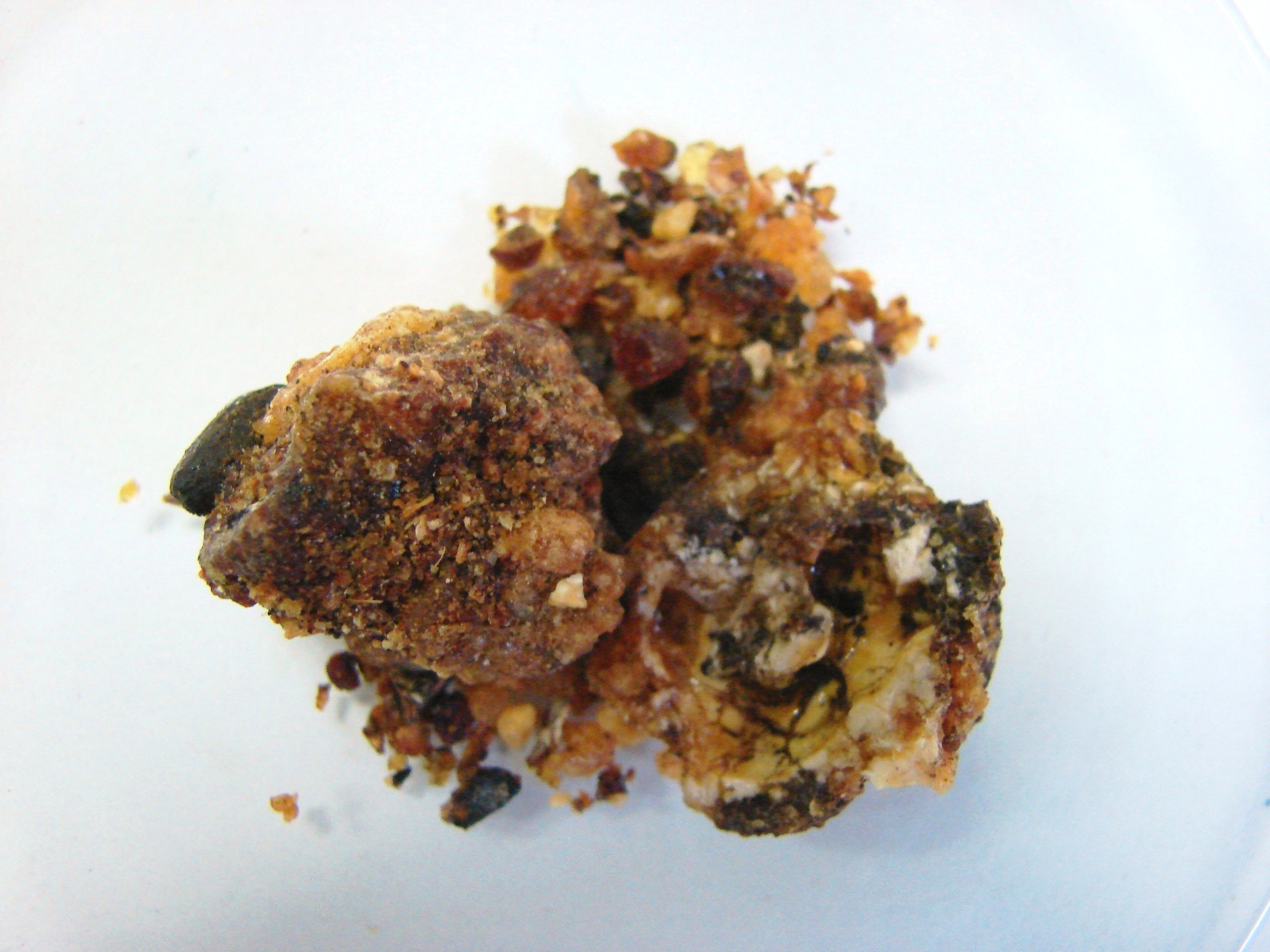
Bisabol, la oleogomo-resina de Commiphora guidottii

El bisabol, de nombre comercial Opopanax es el nombre con que se conoce a la oleo-gomoresina de Commiphora guidottii. Ha sido un importante artículo de exportación de Somalia desde la antigüedad y se llama hebbakhade, habaghadi o habak hadi (habbak haddi) en somalí . Es un ingrediente importante en perfumería y por ello se le conoce también como mirra perfumada, mirra dulce o bedelio perfumado.
A veces, la oleo-gomoresina de Commiphora holtziana (a menudo tratada como sinónimo de C. erythraea o C. kataf ), llamada habak hagar, habaq hagar ad  o habbak harr  en somalí, también se vende bajo el nombre comercial de Opopanax.

## Origen botánico
El verdadero origen botánico del bisabol es un árbol originario de Somalia y Etiopía, Commiphora guidottii Chiov. ex Guid. , conocido como hadi en somalí.
Se ha creído erróneamente que el bisabol proviene de Commiphora erythraea (Ehrenb.) Engl. o Commiphora kataf subsp. erythraea (Ehrenb.) JBGillett, debido a una histórica identificación errónea. C. erythraea sensu estricto se distribuye estrechamente en la región costera del Mar Rojo, pero C. erythraea sensu lato incorpora Commiphora holtziana Engl. que se distribuye ampliamente por África Oriental, conocido como hagar ad o hagar en somalí. La oleogomoresina de hagar ad se vende a veces con el nombre de opopanax o bedelio perfumado. Esto no se debe sólo a una identificación histórica, sino también a sus similares olores. La oleogomarresina de hagar ad (C. holtziana o C. erythraea ) se considera el segundo bedelio con un aroma más fuerte después del hadi (C. guidottii ).

## Usos
Se prepara un resinoide a partir de la oleo-gomoresina mediante extracción con disolvente. La destilación por arrastre de vapor de la resina da como resultado un aceite esencial que tiene un olor cálido, dulce y balsámico. El aceite de opopánax y el resinoide se utilizan en perfumes con características olfativas denominadas orientales. Existe una recomendación de la IFRA.